# Michael Granit
Michael Vilhelm Theodor Granit, född 12 oktober 1930 i Helsingfors, död 21 februari 2019 i Stockholm, var en svensk arkitekt. Han var far till Joachim, Michaela och Jakob Granit
Granit, som var son till professor Ragnar Granit och Daisy Bruun, avlade studentexamen i Stockholm 1949 och utexaminerades från Kungliga Tekniska högskolan 1958. Han var anställd hos professor Paul Hedqvist 1959–1965, hos arkitekt Lennart Bergström 1966–1967 och chefsarkitekt på Storstockholms Lokaltrafiks arkitektkontor från 1967. Han var verksam som speciallärare i materialbehandling med formlära vid Kungliga Tekniska högskolan från 1965 och blev professor i arkitektur där 1990. Han har varit styrelseledamot i Svenska Arkitekters Riksförbund och Stockholms arkitektförening.  Han invaldes som ledamot av Kungliga Akademien för de fria konsterna 1975.

## Verk i urval
- Stadions tunnelbanestation (1973, belönad med Kasper Salin-priset)
- Tekniska högskolans tunnelbanestation (1973, belönad med Kasper Salin-priset)
- Sveriges ambassad i Lusaka (1989)
- Sveriges ambassad i Tokyo (1989–1991)
- Nya SALK-hallen (1993–1994)

## Bilder

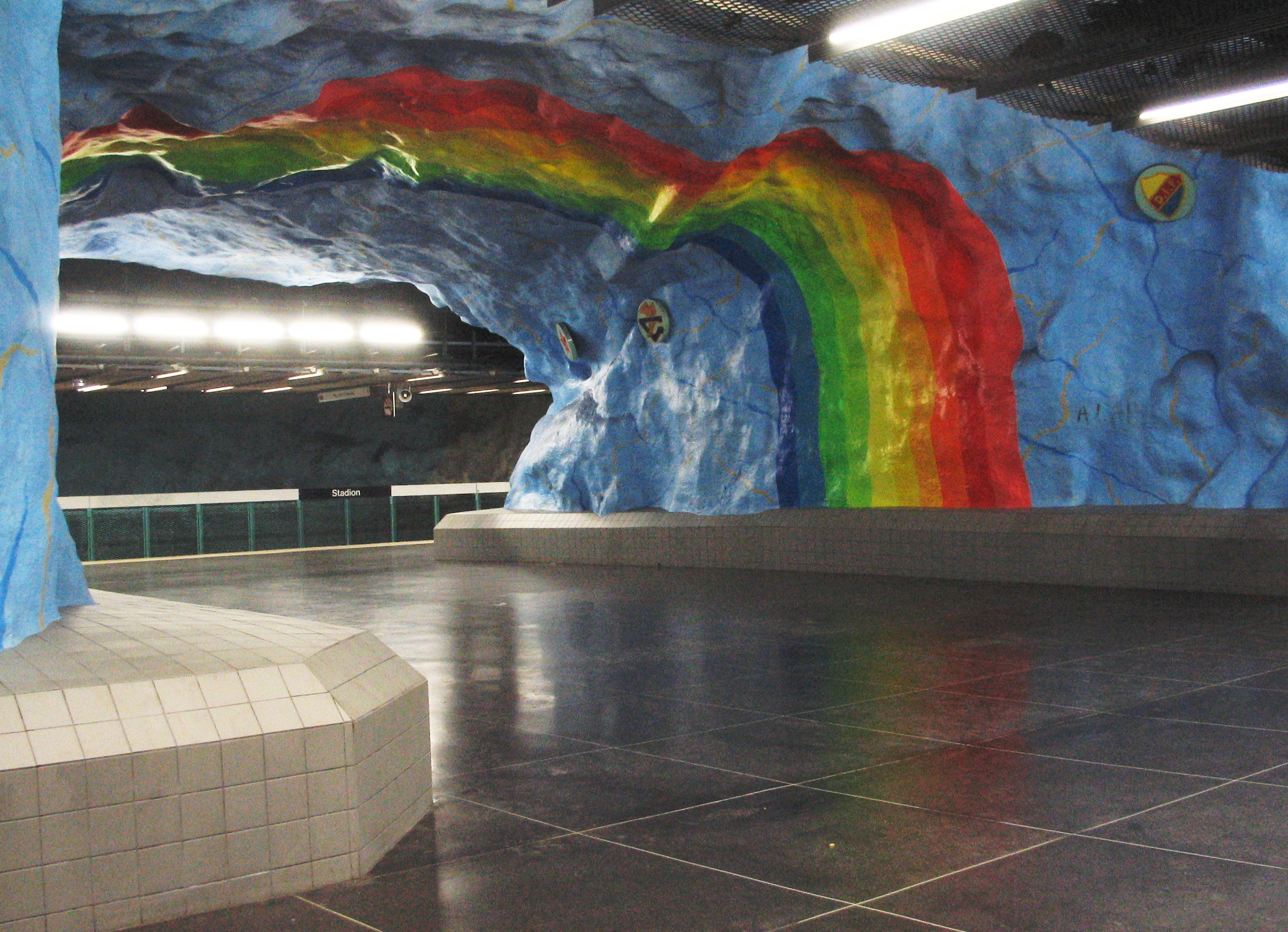
Stadions tunnelbanestation
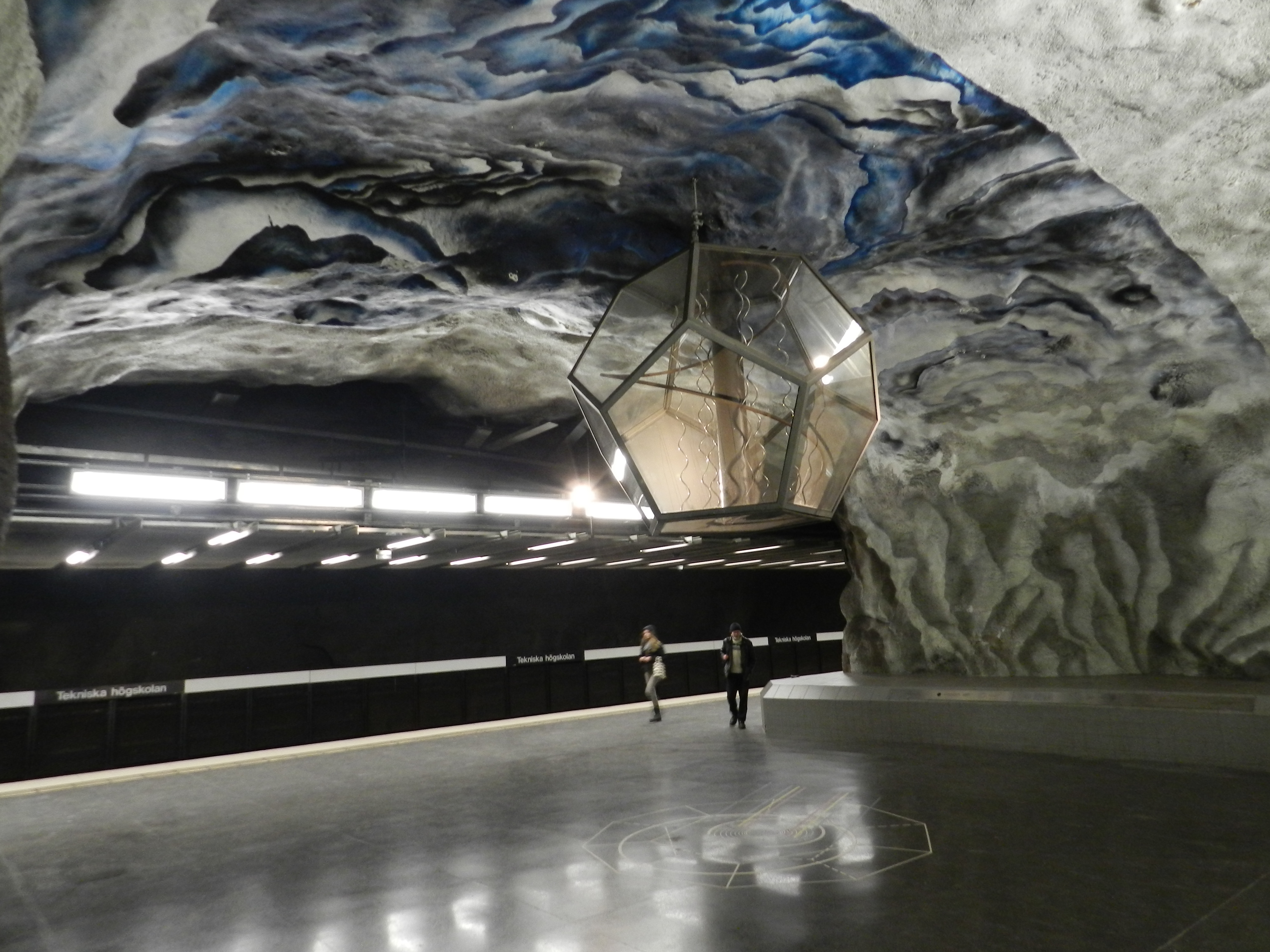
Tekniska högskolans tunnelbanestation
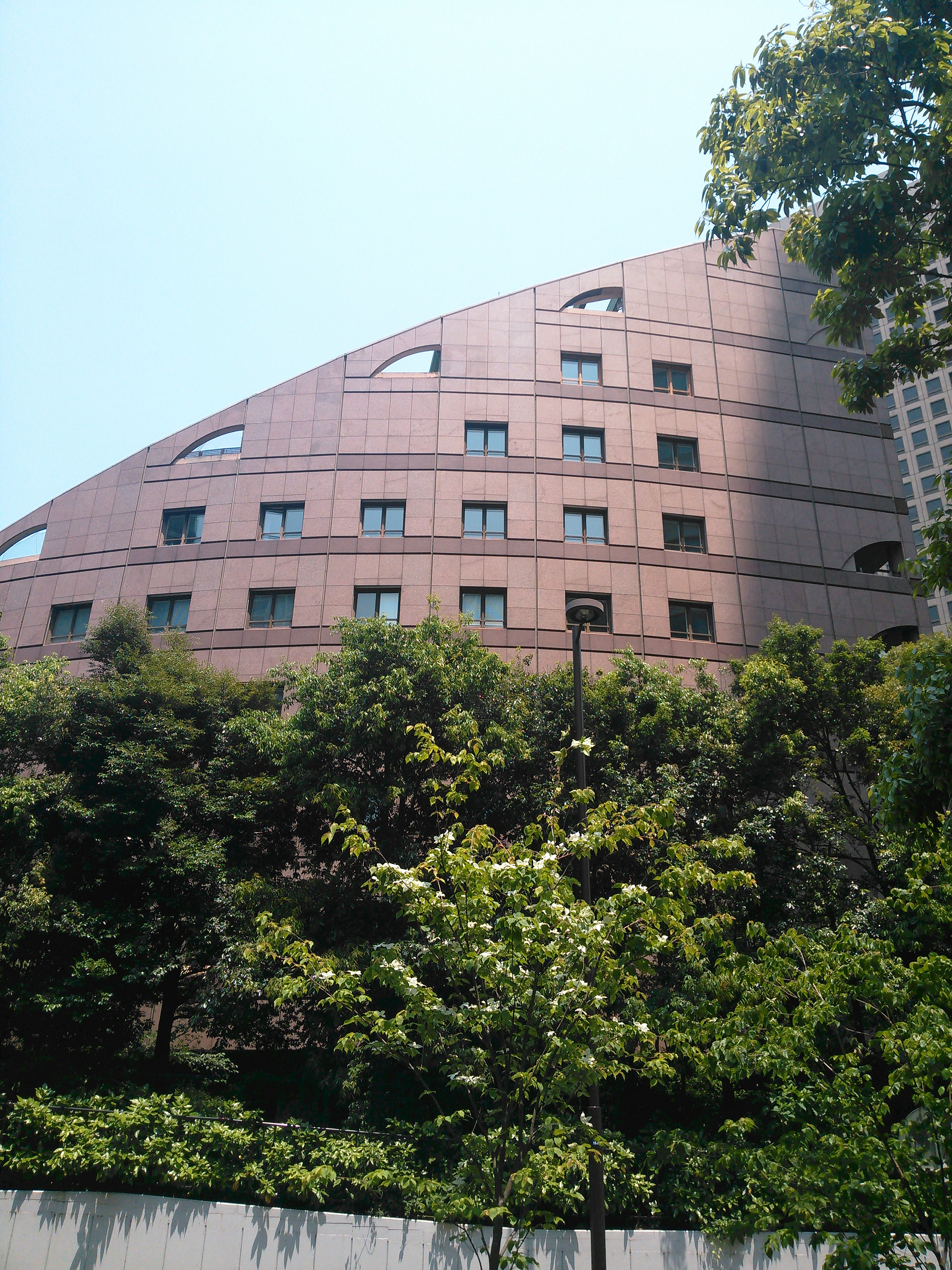
Sveriges ambassad i Tokyo
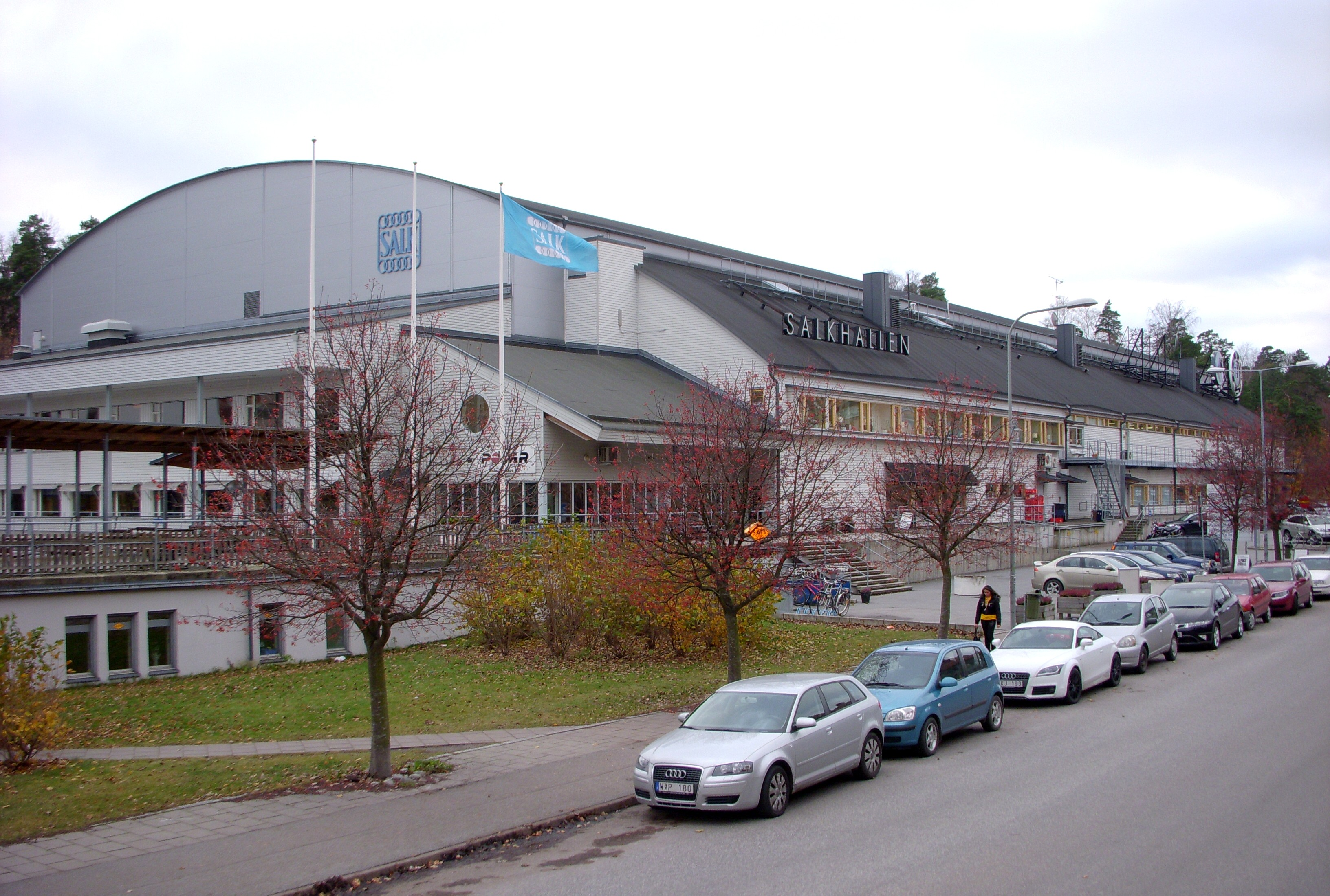
Nya SALK-hallen